# Cryptospiza
Cryptospiza es un género de aves paseriformes perteneciente a la familia Estrildidae. Son cuatro especies que habitan en África oriental, particularmente en el Gran Valle del Rift. Suelen habitar los bosques montañosos, y las zonas de matorral. Se alimentan de semillas.
Miden de 11 a 13 cm de largo. Tienen alas y cola cortas. Su pico es grueso y cónico, especialmente adaptado para su alimentación.
La destrucción y degradación de su hábitat es su mayor amenaza; el estrilda de Shelley está clasificado como "Vulnerable" por la IUCN.

## Especies
- Cryptospiza reichenovii - estrilda de Reichenow;
- Cryptospiza salvadorii - estrilda de Salvadori;
- Cryptospiza jacksoni - estrilda de Jackson;
- Cryptospiza shelleyi - estrilda de Shelley.